# Единак, Миле
Майкл Джон (Ми́ле) Е́динак (англ. Michael John "Mile" Jedinak; 3 августа 1984, Сидней) — австралийский футболист, полузащитник. Был капитаном сборной Австралии. Обладатель Кубка Азии 2015 года.

## Карьера
Родился в семье хорватских эмигрантов. Профессиональную карьеру Единак начал в австралийском клубе «Сидней Юнайтед», за который он отыграл 5 лет (включая время аренды в хорватском «Вартексе»). С 2006-го по 2009 годы Единак играл за клуб А-лиги «Сентрал Кост Маринерс», в составе которого стал чемпионом Австралии. В 2009 году он переехал в Турцию, перейдя в «Генчлербирлиги» (где один из двух сезонов выступления провёл в «Антальяспоре»).
В 2011 году, в надежде найти новый клуб в другой стране, Майкл покидает «Генчлербирлиги». Месяц спустя он заключает контракт с «Кристал Пэлас». В сезоне 2011/12 Единак становится одним из любимейших футболистов у фанатов с «Селхерст Парк». Ввиду того, что капитан Падди Маккарти большую часть сезона был травмирован, Майклу доверяли капитанскую повязку оба тренера, работавшие в это время в клубе: и Дуги Фридмен, и Иан Холлоуэй. В 2013 году клуб Единака вышел в Премьер-Лигу. 17 августа 2016 года австралиец перешёл в футбольный клуб «Астон Вилла» за 4,6 миллиона евро, подписав с клубом трёхлетний контракт.
В июле 2020 года Единак объявил о своём уходе из профессионального футбола.

## Международная карьера
В национальной сборной Австралии Единак дебютировал 22 марта 2008 года в матче со сборной Сингапура. Миле был включён в состав на чемпионат мира по футболу 2010 года в ЮАР и принял участие в первом матче австралийской команды со сборной Германии. Это было его единственное появление на первенстве.
В 2011 году Единак забил решающий гол в ворота сборной Кореи на Кубке Азии. Этот гол стал первым для Единака в международной карьере. На Чемпионате мира в Бразилии в 2014 году Единак забил один из голов в ворота сборной Голландии, что, однако, не уберегло его команду от поражения.
В решающем матче межконтинентальных стыковых матчей в отборе к чемпионату мира 2018 года против Гондураса Единак оформил хет-трик во втором тайме (два гола с пенальти) и помог своей сборной попасть на «мундиаль» в Россию. В октябре 2018 года он завершил свои выступления за национальную сборную.

## Достижения
«Сентрал Кост Маринерс»
- Чемпион Австралии: 2007/08

Сборная Австралии
- Серебряный призёр Кубка Азии: 2011

## Семья
Единак женат, у пары четверо детей. 